# Macroeubria bicolor
Macroeubria bicolor là một loài bọ cánh cứng trong họ Psephenidae. Loài này được Lee, Yang & Satô miêu tả khoa học đầu tiên năm 1997.